# Tropicana Resort & Casino
El hotel Tropicana Resort & Casino estuvo localizado en el strip de Las Vegas, en Paradise, Nevada, y era. propiedad y estuvo operado por Penn National Gaming. Tuvo 1871 habitaciones y un casino de 61 000 pies cuadrados (5.667 m²). Además tenía 110 000 pies cuadrados de un centro de convención y espacio para exhibiciones.
El edificio original, con salones de jardines colgantes, fue construido en 1957. Era el «Paradise Tower», un hotel que consistía en 21 pisos de habitaciones para huéspedes y suites; fue reconstruido en 1979 como el «Tiffany Tower», adjuntándose el teatro Tiffany, sede del espectáculo del Folies Bergère. Una torre más, de 22 pisos, fue construida después en 1986.
La ubicación del Tropicana, en el Tropicana - Las Vegas Boulevard intersection, es la que tiene más habitaciones de hotel en una intersección en el mundo, gracias al resultado de la gran demanda. A los peatones no se les permite cruzar la calle. Por eso, se construyó un paso elevado peatonal, conectado con los casinos vecinos: al norte cruzando la avenida Tropicana, el MGM Grand Las Vegas, y al oeste, cruzando el strip, el Excalibur.
Penn National Gaming compró el Tropicana en 2015, antes de venderlo a Bally's en 2022. Un año después, los Oakland Athletics de la Major League Baseball llegaron a un acuerdo con Bally's para demoler el Tropicana, dando paso a dos nuevos proyectos: un estadio de béisbol (provisionalmente el New Las Vegas Stadium) en nueve acres del terreno, y un nuevo complejo turístico con el nombre de Bally's en el terreno restante. El Tropicana cerró sus puertas el 2 de abril de 2024, y fue demolido el 9 de octubre de ese mismo año.

## Historia
En marzo del 2006, Aztar anunció que el hotel sería adquirido por Pinnacle Entertainment, una corporación de Las Vegas. Sin embargo, otras compañías empezaron a subastarlo, en una guerra con diferentes compañías para poder adueñarse de la propiedad. En mayo del 2006, un operador de casinos de Kentucky, Columbia Sussex ganó la guerra de las subastas, poniéndose de acuerdo en pagar 2750 millones de dólares a la compañía. La adquisición fue aprobada por la Comisión de Juegos de Nevada el 17 de noviembre de 2006 y fue completada en diciembre de ese año.
En 2015, Penn National Gaming compró el hotel.
El Tropicana cerró al público el 2 de abril de 2024, a pocos días del 67mo aniversario de su inauguración debido a los planes de construir un estadio de béisbol con capacidad para 30.000 espectadores en el lugar, futura casa de los recientemente trasladados Athletics.
La demolición se llevó a cabo durante la madrugada del 9 de octubre de 2024, marcada por un espectáculo que contó con drones, pirotecnia, y una ceremonia de despedida para el complejo hotelero.

### Historia cinematográfica
- Una escena del Folies Bergere es mostrada en la película de Elvis Presley de 1964 Viva Las Vegas.

- En la 7.ª película de James Bond, Diamonds Are Forever, 007 se hospeda en el hotel Tropicana, diciendo que «está algo confortable».

- También se menciona en la película de El Padrino II.

- Fue mostrado en el show de TV Angel en el episodio «The House Always Wins» ya que el casino fue parte donde Lorne tuvo su show.

## Museos y exposiciones
Desde 1999 hasta 2005, el Tropicana fue la sede del Salón de la Fama de Leyendas del Casino. Exhibía artefactos y recuerdos de cientos de casinos y celebraba ceremonias de inducción para honrar a destacados artistas de Las Vegas y figuras de la industria del juego. Las instalaciones, con una superficie de 5,000 pies cuadrados (460 m²), contaban con 10,000 artículos. Al cerrar, fue rápidamente reemplazado por el Museo Histórico de Las Vegas, que estuvo en funcionamiento hasta 2006.
Se añadió espacio para convenciones y exposiciones en 1973, y se completó una expansión en 2015. El espacio ha albergado varias exposiciones, incluyendo "Titanic: La Exhibición de Artefactos", que abrió en 2005. En 2006, se unió a la exhibición "Bodies: The Exhibition", una muestra de cuerpos humanos conservados. Ambas exposiciones, producidas por Premier Exhibitions, cerraron en 2008 para trasladarse al Luxor.
Fueron reemplazados en marzo de 2011 por la Experiencia de la Mafia de Las Vegas, una atracción que describe el auge y caída del crimen organizado en Las Vegas, con artefactos de la mafia, hologramas de famosos gánsteres como Bugsy Siegel y Meyer Lansky, y actores en vivo. Después de verse afectada por problemas técnicos, litigios, bajos niveles de venta de boletos, y atravesar una quiebra y cierre parcial, la exhibición pasó a conocerse como la Mob Attraction Las Vegas en marzo de 2012. Cerró en noviembre de 2013.

## Entretenimiento
En adición al casino, el Tropicana incluyó un showroom, spa, club de comedia, piscina y numerosas tiendas. El Tropicana era la casa del Folies Bergere, con las showgirls que fueron quintaesencia de Las Vegas, ofreciendo shows en top-less, con los senos al aire, cada noche en el teatro Tiffany. El espectáculo empezó en la Navidad de 1959. En el año 2007, el espectáculo cumplió sus 48 años consecutivos, haciéndolo el show más duradero de Las Vegas. Les Folies Bergere se cerró el 28 de marzo de 2009.
En una de las salas de exhibiciones del hotel, se ubicó la exhibición de los artefactos del Titanic, con más de 300 objetos del transatlántico. La exhibición empezó en el 2005 y terminó en el año 2008. Otros shows recientes, incluyen, «Magia Xtrema», una producción de Dirk Arthur, mostrando a tigres y leopardos, y la exhibición de Cuerpos: The Exhibition, una presentación respetuosa de 21 cuerpos humanos que han sido disecados y preservados para la colección.